# Carlos Alfredo Orgaz
Carlos Alfredo Orgaz (Córdoba, 24 de octubre de 1938 - 28 de febrero de 2015 Córdoba) fue un abogado y político argentino que tuvo los cargos de diputado provincial, diputado nacional y presidente del comité capital Córdoba, provincial y vicepresidente del Comité Nacional de la Unión Cívica Radical.

## Su trayectoria en la política
Dentro de la Unión Cívica Radical perteneció a La Línea Córdoba y fue la mano derecha del exgobernador Eduardo César Angeloz y sobrino de Arturo Orgaz fundador del Club Atlético Belgrano quien fue candidato a gobernador de Córdoba en varias ocasiones (1935,1940 y 1946) y candidato a vicepresidente en las elecciones de 1937, también sobrino del ex ministro de la Corte Suprema Alfredo Orgaz quien fue candidato a presidente en las Elecciones de 1963. Su padre Jorge Orgaz quien fue médico, rector de la Universidad Nacional de Córdoba (1958-1964) y candidato á gobernador en las elecciones de 1973.
Su hijo mayor Javier Orgaz también pertenece a La Línea Córdoba, trabajó como secretario parlamentario (1997-2017) en la Legislatura de la provincia de Córdoba, es el actual asesor del interbloque Cambiemos en la Legislatura (2017-2019), de Juntos por el Cambio y de Juntos UCR (2019-2023), fue vicepresidente tercero de La Línea en la provincia desde marzo de 2017 hasta diciembre de 2023 y desde esa fecha preside el Angelocismo en la ciudad. Su sobrino Jorge Oscar Orgaz buscó la candidatura a intendente en 2011 por el grupo interno Compromiso Radical y 2019 por la Línea Córdoba
Su hijo menor, Martín Raúl Orgaz se dedica a la Informática y Computación, prestando actualmente servicios.

### Diputado provincial
En el año 1983, con el regreso de la democracia fue elegido diputado provincial como integrante de lista victoriosa de la Unión Cívica Radical en Córdoba. Este cargo lo desempeñó hasta 1987 y presidió el bloque en la Legislatura integrado por 24 de los 36 diputados provinciales.

### Convencional constituyente 1987
En 1987 fue elegido convencional constituyente y presidió la comisión de preámbulo y declaraciones.

### Presidente del Comité UCR Capital 1983-1985[6]
En 1983 fue electo Presidente del Comité Capital Córdoba al ganarle a Aldo Villarreal de la lista n°2 (Línea Nacional y MAY) por 85% a 15% la lista n°1 (Línea Córdoba y MRyC)  En 1985 Orgaz buscó su reelección y enfrentó en las internas al Presidente del Consejo Deliberante de la ciudad, Fernando Montoya que contaba con el apoyo del intendente de dicha ciudad, Ramón Bautista Mestre. Orgaz obtuvo el 64% de los votos, inferior al 67% que necesitaba por tratarse de una reelección, por lo que el cargo quedó para otro integrante de su mismo espacio.
| Candidato        | Trayectoria                                                        | Grupo Interno                      | Porcentaje |
| ---------------- | ------------------------------------------------------------------ | ---------------------------------- | ---------- |
| Alfredo ORGAZ    | Diputado Provincial desde 1983 y Pte Comité UCR Capital desde 1983 | Línea Córdoba (sector Angelocista) | 64,70%     |
| Fernando Montoya | Concejal y Pte Consejo Deliberante desde 1983                      | Línea Córdoba (sector Mestrista)   | 35,30%     |

### Precandidato a intendente 1987
En 1987 el gobernador Eduardo Angeloz proponía a Alfredo Orgaz como candidato a intendente de la ciudad de Córdoba tras diferencias con el intendente Ramón Mestre. La precandidatura de Orgaz tomaba fuerza y apoyo de otros grupos internos como el de los Alfonsinistas (MODESO). 
Finalmente Orgaz y Mestre llegan a un acuerdo, Mestre iría por su reelección pero la lista de concejales tendría mayoría los que apoyaban a Orgaz (10 Orgacistas,10 Alfonsinistas) y el resto seria de Mestre.

### Diputado Nacional 1987-1995
Después de terminar sus primeros cuatro años como diputado provincial, encabezó la lista de candidatos a diputados nacionales de la Unión Cívica Radical en las Elecciones de 1987, resultando elegido con el 46,80% (692.876 votos).
En las Elecciones legislativas de Argentina de 1991 Orgaz encabezó nuevamente la lista de candidatos de la UCR 
a diputados nacionales para el periodo 1991 a 1995, que ganó con el 46,82% (692.316 votos) de los votos y retuvo así las 5 bancas que tenían.
En diciembre de 1992, Orgaz hizo un acto en el que asistieron varios referentes de la UCR Córdoba para mostrar un radicalismo unido y que estaba fuerte para ganar las elecciones legislativas del siguiente año, después de aquel acto había rumores de que Orgaz podría llegar a ser candidato a vicegobernador acompañando posiblemente a Ramón Mestre para las  Elecciones Gobernador de Córdoba 1995 pero finalmente el candidato a vicegobernador fue el senador provincial, Luis Molinari Romero.

#### Interventor UCR en Entre Ríos 1994
En 1994 Alfredo Orgaz fue designado interventor en el comité provincial de la UCR en Entre Ríos y en solo un par de meses logró ponerlo en orden.

#### Presidente del Comité Provincia UCR Córdoba 1995-1997
El día 10 de septiembre de 1995 Alfredo Orgaz fue elegido presidente del Comité Provincia de la Unión Cívica Radical, ejerciendo el cargo hasta el 14 de noviembre de 1997 acompañado por Anselmo Emilio Bruno y Eduardo Omar Capdevila (exministro de gobierno de Angeloz) como vicepresidentes primero y segundo. Durante su gestión el concejal, Eduardo Angeloz (hijo) e hijo del exgobernador fue uno de los secretario.
En 1997 Orgaz se reunió con el entonces gobernador Ramon Mestre pues este deseaba que en el partido solo existiera una nueva y única agrupación interna en el radicalismo cordobés, pero no tuvo el respaldo de la angelocista Línea Federal, que dispuso mantener su identidad, con lo cual se planteó la división.

#### Angeloz sobre Alfredo Orgaz
“Siempre en el espacio interno de la Línea Córdoba del Radicalismo de Córdoba, desde la seccional tercera, hasta presidente del partido en la provincia de Córdoba y Entre Ríos, vicepresidente del Comité Nacional de la UCR durante la presidencia de Raúl Alfonsín”, dijo Angeloz."

## Su trayectoria en la Unión Cívica Radical
Dentro de la Unión Cívica Radical fue: 
(1983-1985) Presidente del Comité Capital Córdoba. 
(1987) Convencional.
(1988-1993) Vicepresidente del Comité Nacional, siendo los presidentes Mario Losada y Raúl Alfonsín.
(1994) Interventor de la UCR en Entre Ríos.
(1995-1997) Presidente del Comité Provincia Córdoba.

## Libros
(1996) La Difícil Convivencia - Fuerzas armadas y sociedad civil en Argentina